# 瓦爾斯 (瑞士)
瓦爾斯（德語：Vals）是瑞士東部的城鎮，属于格勞賓登州，以温泉水疗闻名。

## 沿革
2015年，聖馬丁并入瓦尔斯。

## 地理
瓦爾斯位于阿尔卑斯山的同名峡谷中，面積152.73平方公里，三成半土地用於農業，海拔高度1,252米，2011年人口1,019，人口密度每平方公里7人。境内有莱茵河的部分源头。

## 人口
1850年以来的人口变化如下：

## 名胜

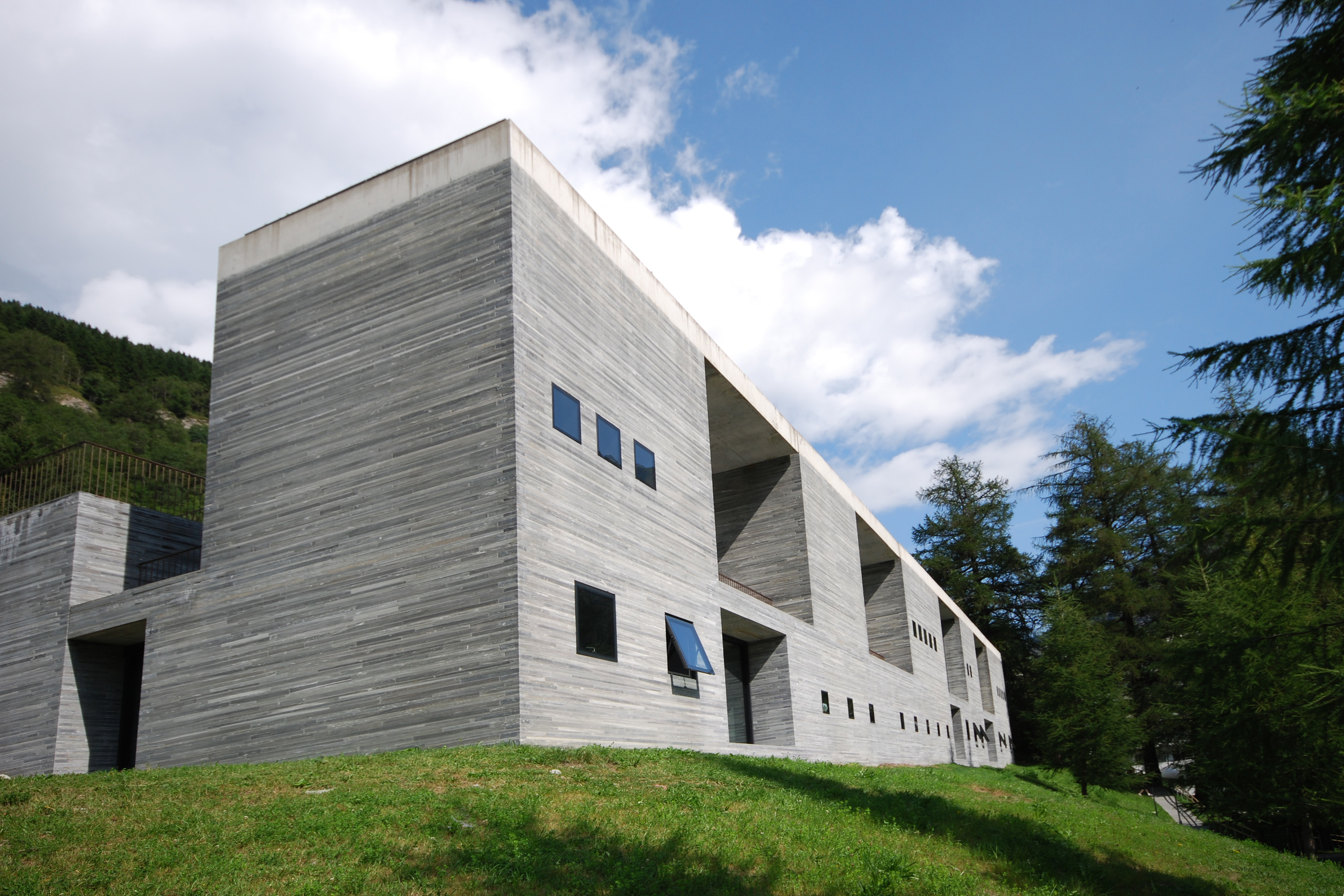
瓦尔斯温泉浴场

瓦尔斯峡谷以温泉著名。这里也是“Valser”矿泉水和瓦尔斯花岗岩的产地。
瓦尔斯温泉浴场是2009年普利茲克獎得主、瑞士建築師彼得·卒姆托的代表作。

## 外部連結
- https://web.archive.org/web/20180905161705/https://www.vals.ch/
- Therme Vals （德文）